# أوغسطين كورتولد
أوغسطين كورتولد (بالإنجليزية: Augustine Courtauld)‏ أوغسطين كورتولد (3 مارس 1959 - 26 أغسطس 1904) كان غالبا ما يدعى أغسطس كورتولد، مستكشف بريطاني للقطب الشمالي، اشتهر بوصفه قدم خدمات منفردا لحالة الأرصاد الجوية لفصل الشتاء من موقع مراقبة ومحطة الجليدية، والتي تقع في المناطق الداخلية من غرينلاند في 1930-1931.
هو ابن خبير الصناعة البريطاني صموئيل كورتولد.
مترجم من Augustine Courtauld